# دنیاگیری کووید-۱۹ در سری‌لانکا
دنیاگیری کووید-۱۹ در سری‌لانکا بخشی از دنیاگیری بیماری کروناویروس ۲۰۱۹ در جهان است. اولین مورد تأیید شده در سری‌لانکا در ۲۷ ژانویه ۲۰۲۰ در شهر کلمبو اعلام شد.